# Johanna Schaller
Johanna Schaller-Klier (Artern, 13 de setembro de 1952) é uma ex-atleta da Alemanha Oriental, campeã olímpica dos 100 metros com barreiras em Montreal 1976.
Campeã alemã-oriental em 1976, 1977, 1978 e 1980, em 1978 venceu a prova no Campeonato Europeu de Atletismo realizado em Praga, Tchecoslováquia, com o recorde do campeonato, 12s62.
Quatro anos depois de ser campeã olímpica em Montreal, conquistou também a medalha de prata nos Jogos Olímpicos de Moscou, em 1980.